# Belastingaangifte

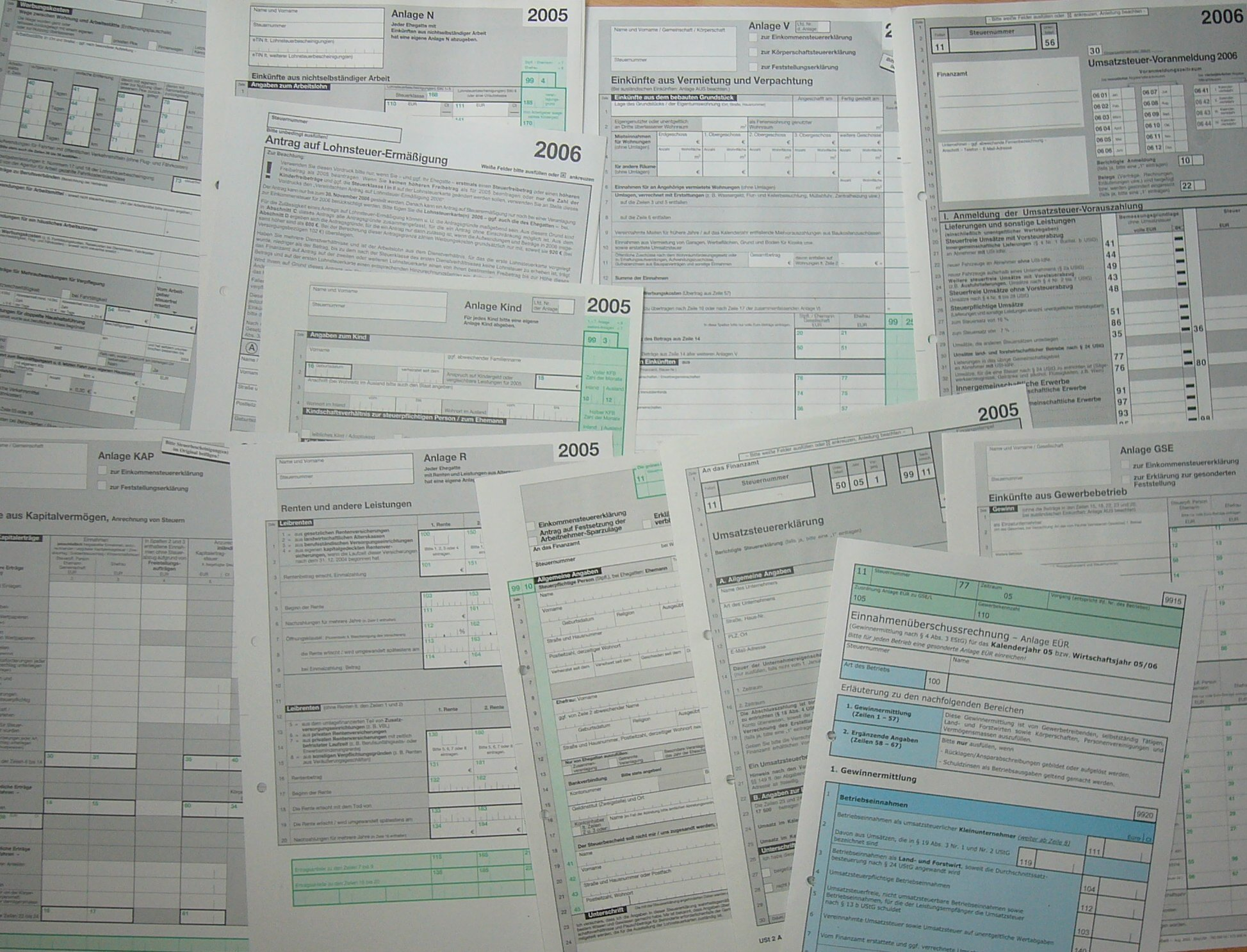
Verschillende belastingaangiften (blanco formulieren)

Een belastingaangifte, ook wel aangifte, is een verklaring van de belastingplichtige aan de hand waarvan de belastingheffende instantie de verschuldigde belasting kan vaststellen. Procedures en terminologie verschillen per land.